# Ricardo Serrano Camisón
Ricardo Serrano Camisón (Alovera, Guadalajara; 29 de octubre de 1980) es un atleta español especializado en carreras de fondo y de campo a través.
24 veces internacional con España.
Campeón de España Junior y Sub-23 de 5000mts.
Campeón de España de cross Sub-23.
Campeón de España Absoluto de 10.000mts(Pontevedra 2011).
Campeón de España absoluto de Media Maratón (Lorca 2007).
Campeón de España Absoluto de 10 km(Iurreta 2018).
3 veces Campeón de Europa de 10.000mts con España. 
2 veces Subcampeón de Europa de cross con España. 
2 veces Bronce de Europa de cross con España.
Campeón de Europa de cross por clubes con el CAUG. 2015.
Subcampeón de Europa de cross por clubes. Castellón 2012.
Campeón del Mundo de cross universitario con España. Santiago de Compostela. 2002.
Campeón de España universitario de 10.000mts. Andújar 2018. 
Bronce individual Copa de Europa de cross por clubes. Castellón 2012.
6 veces Campeón de España de cross por clubes( 3sub23 y 3absoluto).
4Clasificado en los Juegos del Mediterráneo en 10000mts. Almería 2005.
Subcampeón de Copa de Europa de 10.000mts. Turquía 2006.
Bronce Copa de Europa de 10.000mts. Barakaldo 2005.
6clasificado en la Maratón de Berlín de 2011.

## Marcas personales
- 3000 metros - 7:57.06 min (2005)
- 5000 metros - 13:37.47 min (2007)
- 10000 metros - 28:19.20 min (2005)
- Media maratón - 1:02:09 min (2007)
- Maratón - 2:13.32 hrs (2011)